# بول موكيسكي
بول موكيسكي (بالإنجليزية: Paul Mokeski)‏ مواليد 3 يناير 1957 في سبوكين، هو لاعب كرة سلة أمريكي معتزل تحول إلى التدريب بعد الاعتزال بدأ مسيرته الاحترافية في سنة 1979. تم اختياره من قبل فريق هيوستن روكتس خلال الدرافت يدرب في دوري كندا الوطني لكرة السلة. يبلغ طوله 7 قدم 0 بوصة (2.1 م). اعتزل اللعب في 1993. أحرز خلال مسيرته في الإن بي إيه 2764 نقطة بمعدل 4.0 نقاط في المباراة الواحدة.

## المسيرة الاحترافية
لعب مع هيوستن روكتس في موسم 1979–1980، ثم لعب مع ديترويت بيستونز من سنة 1980 إلى 1982، ثم لعب مع كليفلاند كافالييرز في سنة 1982، ثم لعب مع ميلووكي باكز من سنة 1982 إلى 1989، ثم لعب مع كليفلاند كافالييرز في موسم 1989–1990، ثم لعب مع غولدن ستايت ووريورز في سنة 1991.

## روابط خارجية
- بول موكيسكي على موقع إن بي أي (الإنجليزية)
- بول موكيسكي على موقع سبورتس رفرنس (الإنجليزية)
- بول موكيسكي على موقع كلية كرة السلة في سبورتس رفرنس.كوم (الإنجليزية)
- بول موكيسكي على موقع ريلجم (الإنجليزية)
- بول موكيسكي على موقع بروبوليرز (الإنجليزية)
- بول موكيسكي على موقع سبورتس رفرنس (الإنجليزية)